# 닌묘 천황
닌묘 천황(일본어: 仁明天皇, 808년 9월 27일 ~ 850년 5월 6일)은 일본의 54대 일본 천황(재위: 833년 ~ 850년)이었다. 그가 왕위에 오르기 전의 개인 이름은 마사라 친왕(일본어: 正良親王)이었다. 능호는 후카쿠사노미사사기(深草陵)이고, 일본식 시호는 야마토네코아마츠미시루시토요사토노스메라미코토(日本根子天璽豊聡慧天皇)이다. 능호를 따서 후카쿠사노미카도(深草帝)라고도 한다.

## 가족 관계
- 아버지 : 일본 제53대 사가 천황(嵯峨天皇 神野親王, 786~842)
- 어머니 : 단린황후 타치바나노 카치코(檀林皇后 橘嘉智子, 786~850)
  - 황후 : 후지와라노 노부코(藤原順子, 808~871) - 후지와라 후유츠구(藤原冬嗣, 775~826)의 딸
    - 장남 : 일본 제55대 몬토쿠 천황 미치야스친왕(文徳天皇 道康親王, 827~858)

  - 황후 : 증 황태후 뇨고 후지와라노 사와코(曾皇太后 女御 藤原沢子, ?~839) - 후지와라 후사츠구(藤原総継)의 딸
    - 차남 : 무네야스친왕(宗康親王, 828~868)
    - 3남 : 일본 제58대 고코 천황 도키야스친왕(光孝天皇 時康親王, 830~887)
    - 4남 : 사네야스친왕(人康親王, 831~872)
    - 딸 : 니코내친왕(新子內親王, ?~897)

  - 뇨고(女御) : 후지와라노 사다코(藤原貞子, ?~864) - 후지와라 타다모리(藤原三守, 785~840)의 딸
    - 8남 : 나리야스친왕(成康親王, 836~853)
    - 딸 : 치카코내친왕(親子內親王, ?~851)
    - 딸 : 히라코내친왕(平子內親王, ?~877)

  - 뇨고(女御) : 시게노 츠나코(滋野縄子) - 시게노 사다누시(滋野貞主, 785~852)의 딸
    - 5남 : 모토야스친왕(本康親王, ?~901)
    - 9녀 : 토키코내친왕(時子內親王, ?~847)
    - 딸 : 야스코내친왕(柔子內親王, ?~869)

  - 뇨고(女御) : 타치바나 카게코(橘影子, ?~864) - 타치바나 우지키미(橘氏公, 783~848)의 딸
  - 코이(更衣) : 키노 타네코(紀種子) - 키노 나토라(紀名虎, ?~847)의 딸
    - 7남 : 츠네야스친왕(常康親王, ?~869)
    - 딸 : 사네코내친왕(眞子內親王, ?~870)

  - 뇨고(女御) : 후지와라노 이키코(藤原息子)
  - 코이(更衣) : 미쿠니 마치(三國町) - 미쿠니 마사모토(三国)의 딸
    - 아들 : 사다노 노보루(貞登)

  - 궁인 : 후지와라노 카토코(藤原賀登子) - 후지와라 후타키마로(藤原福当麻呂)의 딸
    - 6남 : 쿠니야스친왕(國康親王, ?~898)

  - 궁인 : 후지와라노 와라와코(藤原小童子) - 후지와라 미치나가(藤原道長)의 딸
    - 딸 : 시게코내친왕(童子內親王, ?~865)

  - 궁인 : 타카무네내친왕(高宗內親王) - 오카야왕(岡屋王)의 딸
    - 딸 : 히사코내친왕(久子內親王, ?~876)

  - 궁인 : 야마구치씨(山口氏)
    - 12남? : 미나모토노 사토루(源覚, 849~879)

  - 궁인 : 쿠다라노니키시씨(百濟王氏) - 쿠다라노니키시 호슌(百済王豊俊)의 딸
    - 5남? : 미나모토노 마사루(源多, 831~888)
    - 11남? : 미나모토노 히카루(源光, 845~913)

  - 뇨쥬(女嬬) : 쿠다라노니키시 에이쿄(百濟王永慶) - 쿠다라노니키시 쿄슌(百済王教俊)의 딸
    - 12녀 : 타카코내친왕(高子內親王, ?~866)

  - 생모미상
    - 9남? : 미나모토노 스즈시(源冷, 835~890)
    - 아들 : 미나모토노 이타루(源効)

## 약력
833년 3월 6일, 숙부에 해당되는 준나 천황의 양위를 받아 즉위하였다. 당초, 준나 천황의 황자 쓰네사다 친왕을 황태자에게 세웠지만, 842년의 조와의 변으로 쓰네사다 대신에 닌묘 천황의 제1 황자 미치야스 친왕이 황태자가 되었다. 여기에는 자신의 아들에게 황위를 잇게 하고 싶은 천황의 의사와 그것을 이용해 조카인 미치야스가 황태자가 되기를 원하는 후지와라노 요시후사의 음모가 있었다고 한다.
850년 3월 19일에 병에 걸려, 몬토쿠 천황에게 양위하였고 3월 21일에 사망하였다.
천황은 유년기 때부터 병약해 속일본후기에는 7세 무렵부터의 여러 가지 병력이 기재되어 있으며 즉위 후에도 자주 스스로 약을 조제해 의사 같은 수준의 지식을 가지고 있었다고 한다.

## 같이 보기
- 고후카쿠사 천황